# Randon
A Randon ou Randoncorp, é um conglomerado, com sede em Caxias do Sul, Rio Grande do Sul, do setor de soluções para o transporte. As Empresas Randon contam, atualmente, com ações listadas na B3 e mais de 39 mil acionistas. O grupo conta com 5 verticais de negócios: Montadora, Autopeças, Controle de Movimentos, Serviços Financeiros e Digitais e Tecnologia Avançada.
A empresa foi fundada, em 1949, pelos irmãos Hercílio e Raul Randon, a partir de uma oficina mecânica para reforma de motores industriais. A empresa tornou-se conhecida por produzir e comercializar uma linha ampla de equipamentos para o transporte de carga terrestre, entre os quais estão veículos rebocados (reboques/semirreboques), vagões ferroviários, além de uma ampla linha de autopeças para veículos comerciais e leves e fornecer serviços financeiros como consórcios, seguros e banco. Hoje, a empresa comercializa seus produtos em mais de 120 países nos cinco continentes.

## História
Na década de 1950, foi criada a Mecânica Randon, para a fabricação de freios a ar para reboques e 3º eixo para caminhões. Na década seguinte, em um ritmo mais acelerado de industrialização do Brasil, a Randon iniciou a fabricação dos semirreboques; de um 3º eixo para carretas e o sistema de suspensão balancim, atendendo às determinações da Lei da Balança e ampliando a capacidade de carga. Na década de 1970, construíram uma nova fábrica, abriram capital, deram início à fabricação de veículos fora-de-estrada, criaram uma Rede de Distribuidores e ingressaram no mercado internacional.
Na década de 1980, a empresa iniciou o processo de diversificação, inaugurou a Freios Master, iniciou a joint-venture com a Meritor e abriu a Administradora de Consórcios Randon. Na década seguinte, a Fras-le foi adquirida pelo conglomerado. Período em que fundou a Randon Argentina, em Alvear, na província de Santa Fé, para fabricação e comercialização de reboques e semirreboques; e assinou o acordo de joint-venture com a empresa alemã JOST-Werke, para a abertura da JOST Brasil. Com a produção do Transtrailer, entrou no segmento ferroviário.
Nos anos 2000, as Empresas Randon já estavam entre as principais empresas privadas do Brasil. Também nesse período, fundaram a Mastertech,uma parceria da Master com a empresa alemã Eisenmann. A empresa ampliou sua participação no segmento ferroviário com a produção de vagões do tipo hooper, gôndola, tanque, carga geral, sider e plataforma. Criaram a Castertech para a produção de peças leves e pesadas em ferro fundido e a Fras-le abriu fábricas em Prattville, no Alabama, Estados Unidos, e em Pinghu, China. No final da década, o então presidente da companhia Raul Randon fez o processo de sucessão do cargo para o filho mais velho, David Randon, que atuava como vice-presidente, passando a presidir o Conselho de Administração das Empresas Randon. A partir de 2010, entraram em operação o Banco Randon e o Centro Tecnológico Randon. A Mastertech assinou acordo de cooperação com a Haldex para desenvolver soluções tecnológicas em produtos ABS. A expansão também teve continuidade com a compra pela Randon Implementos da Folle para criação da Randon Brantech e centralização da fabricação das linhas de furgões e semirreboques frigoríficos em Chapecó. A Fras-le adquiriu a Freios Controil, de São Leopoldo; a Randon comprou as ações da Meritor e assumiu 100% do controle da Suspensys; criou o Instituto Hercílio Randon, para fomentar a inovação; e o Programa Florescer, de iniciação profissional, além de inaugurar sua nova sede.
Entre 2014 e 2015, os resultados da Randon foram afetados pela recessão da economia brasileira, chegando a ter uma diminuição de receita em torno de 20%, o EBITDA diminuiu mais de 65% e a empresa terminou o ano, com um prejuízo de mais de 20 milhões de reais. No entanto, no ano seguinte, a organização já apresentava sinais de recuperação.
Em 2016, ocorreu uma nova abertura de capital e um novo modelo de negócio com a reestruturação da Suspensys e da Castertech, com a especialização da Suspensys em soluções para suspensões e eixos, e da Suspensys WE em soluções wheel end. Neste mesmo ano, entrou em operação a Randon Implementos de Araraquara, São Paulo.
Em 2017, a Companhia vivenciou um período de expansão no mercado internacional, com a realização de aquisições e associações pela Fras-le, sendo que uma delas envolveu empresas da Argentina e do Uruguai. Além disso, houve negociações para abertura na Índia da ASK Fras-le Friction, para fornecimento aos mercados de Bangladesh, Nepal, Sri Lanka e da própria Índia. Ainda aumentaram, em duas vezes, a área e a produção da unidade fabril da Fras-le na China. Na Colômbia, foram instalados um escritório de vendas e um centro de distribuição.Visando ao fortalecimento da atuação da Fras-le no Mercado de Montadora, na linha leve, foi firmada uma joint-venture com a multinacional americana Federal Mogul, que resultou na Jurid do Brasil, em Sorocaba, São Paulo. Daniel Randon, um dos filhos de Raul Randon, que era presidente da Fras-le, assumiu a vice-presidência das Empresas Randon, no mesmo ano. Para reforçar a estratégia de aftermarket, a Fras-le passou a contar, também, com o novo portfólio de sua nova controlada Fremax, localizada em Joinville (SC) e cuka aquisição de 100% de seu capital foi concluída em outubro de 2018.
Em 2018, com o falecimento do empresário Raul Randon, o seu filho Alexandre Randon, que já atuava como vice-presidente do Conselho, assumiu interinamente a presidência do Conselho de Administração. Em março de 2019, uma nova mudança na governança da empresa foi feita e Daniel Randon, que já era VP, assumiu a presidência da empresa como CEO. Seus irmãos David Randon e Alexandre Randon passaram a ocupar, respectivamente, os cargos de presidente do Conselho de Administração e vice-presidente.
As Empresas Randon apresentaram, em 2020, um crescimento em sua receita líquida consolidada, atingindo R$ 5,4 bilhões, 6,5% superior à obtida em 2019. Esse ano foi marcado por aquisições relevantes, como a finalização da compra da Nakata Automotiva, pela Fras-le, movimento que contribuiu para o crescimento da empresa no mercado brasileiro de reposição e para o incremento direto da receita do ano. No período, também ocorreu a compra da Fundituba, pela Castertech, empresa de fundição que ampliou a capacidade produtiva da companhia, fortalecendo ainda mais a participação no mercado de autopeças.
Além disso, 2020 contou com a consolidação da joint venture que criou a Randon Triel-HT  e a conclusão da aquisição da metalúrgica Ferrari, hoje chamada de Master Flores da Cunha. Para reforçar as ações de inovação e tecnologia, houve a constituição das empresas Randon Ventures, para investimento em startups , Conexo, iniciativa de inovação aberta , e Randon Tech Solutions Industry – RTS Industry, responsável por criar soluções de automação e robótica industrial para as empresas do grupo . Outro movimento importante foi a entrada da Suspensys no seleto grupo de empresas que compõem o consórcio modular da Volkswagem Caminhões e Ônibus .
Em 2021, como parte da estratégia de expansão da produção da Castertech, as Empresas Randon anunciaram a aquisição, por meio de arremate em leilão, da unidade de produção independente de Fundição e Usinagem do grupo Menegotti, em Schroeder, Santa Catarina (SC) .  A ação de expansão ainda conta com a aquisição de outras duas unidades: Indaiatuba, no interior de São Paulo ; e CNCS Tecnologia em Usinagem, em Caxias do Sul (RS) .
Nesse mesmo ano, para aumentar ainda mais o seu portfólio, redistribuir linhas e aumentar a capacidade de produção, a Randon Implementos anunciou  a ampliação industrial da unidade de Araraquara, redistribuição de linhas de produção em novas frentes de trabalho nas unidades de Chapecó (SC) e Erechim (RS), e na operação de unidades exclusivamente dedicadas à linha de produtos sobre chassi em Porto Real (RJ) e Messias (AL) . No mesmo evento, a empresa fez o lançamento da pedra fundamental de um ramal ferroviário próprio da fábrica de Araraquara, que terá cerca de 1,5 quilômetros de extensão e servirá também como um buffer para armazenamento dos vagões produzidos, antes da rodagem deles na linha férrea.
Em 2021, a receita líquida da companhia bateu novos recordes, com crescimento de 67% sobre 2020, alcançando R$ 9,1 bilhões. Já o EBITDA consolidado foi de R$ 1,3 bilhão, com margem de 14,7%, o que equivale a uma alta de 11% em relação ao ano anterior. O seu lucro líquido alcançou R$ 697,9 milhões em 2021; 5% superior ao ano anterior.
Esse ano também foi um marco para movimentos importantes envolvendo inovação, com a consolidação de projetos estratégicos. As Empresas Randon apresentaram a Nione, unidade criada a partir da descoberta inédita de um novo método para obtenção de nanopartículas de nióbio em larga escala , e a Fras-le Smart Composites, linha de produtos em materiais compósitos que possibilita uma alternativa a itens fabricados em aço .
A fim de acelerar o processo de transformação industrial, em linha com estratégia de atualização tecnológica, em 2021 as Empresas Randon também anunciaram a aquisição das operações relativas à automação industrial da Auttom Automação e Robótica, empresa localizada na cidade de Caxias do Sul (RS), atuante em diversos segmentos, oferecendo soluções em células robotizadas, painéis elétricos customizados, segurança de máquinas e telemetria .
Em 2022, para dar velocidade à internacionalização e às agendas de ESG, as Empresas Randon avançaram em sua governança, fazendo a separação das posições de Diretor-presidente e CEO. Com isso, Daniel Randon ficou com a presidência da companhia, enquanto Sergio L. Carvalho, até então COO e vice-presidente executivo, assumiu como CEO, além de permanecer como CEO e presidente da Fras-le, unidade de negócio do grupo.
Essa mudança faz parte do plano de profissionalização da empresa e estava prevista desde 2019, quando Daniel Randon sucedeu o irmão, David Randon, que na época assumiu a presidência do conselho de administração.
Também como parte da internacionalização, em 2022 as Empresas Randon anunciaram a sua entrada no mercado norte-americano. Através da Randon Implementos, a companhia assinou um contrato de intenção de aquisição da fabricante norte-americana de semirreboques Hercules Chassis e realizou um investimento inicial de US$ 40 milhões no negócio. Além disso, firmou uma joint-venture com a Gerdau para a criação da Addiante, empresa com atuação em serviços de locação de veículos pesados e equipamentos .

## Divisões das unidades de negócios
As Empresas Randon atuam em cinco verticais de negócios, sendo elas: Montadora, Autopeças, Controle de Movimentos, Serviços Financeiros e Digitais e Tecnologia Avançada.

### Montadora
Fabricação de equipamentos para transporte de carga (implementos rodoviários e vagões ferroviários) e peças para reposição, por meio da Randon Implementos.

### Autopeças
As Empresas Randon fabricam sistemas de freio, eixo, suspensão, e conjunto de articulação e acoplamento, através das suas subsidiárias da divisão autopeças: Suspensys,, Master, Jost e Castertech.

### Controle de Movimentos
Produtos para controle de movimentos como materiais de fricção, componentes para sistemas de freio e para sistemas de suspensão, direção e powertrain, por meio da Fras-le e suas empresas controladas: Fremax, Controil, Jurid do Brasil e Nakata.

### Serviços Financeiros e Digitais
A vertical de Serviços Financeiros e Digitais oferece consórcios para aquisição de bens de capital, produtos e serviços financeiros, seguros e serviços digitais e investimentos em startups, além de uma iniciativa de inovação aberta. Fazem parte da vertical as empresas Randon Consórcios, Banco Randon, Randon Seguros, Addiante, Conexo e DB.

### Tecnologia Avançada
Desenvolvimento de produtos e soluções em mobilidade. Inovação de processos fabris e soluções em automação e robótica industrial. Soluções em materiais com aplicação de nanotecnologia.

## Projetos e Ações Sociais
As ações sociais das Empresas Randon são desenvolvidas pelo Instituto Elisabetha Randon (IER), uma Organização da Sociedade Civil de Interesse Público(OSCIP). A instituição atua baseada na promoção da cultura e do voluntariado e seus programas são voltados à comunidade, entre eles estão: formação de crianças e adolescentes; e Educação para segurança no trânsito. O IER mantém os projetos: Programa Vida Sempre; Programa Florescer; Programa Ser Voluntário; e Memorial Randon. Além disso, apoia o Conselho Municipal dos Direitos da Criança e do Adolescente de Caxias do Sul (COMDICA) e é âncora da Rede Parceria Social, do Governo do Estado do Rio Grande do Sul.

### Programa Florescer
O programa atendeu a cerca de 5.700 crianças e adolescentes nos núcleos em operação, na Randon e Fras-le, em Caxias do Sul, até janeiro de 2019. Também realizou mais de 5.000 atendimentos fora de Caxias, nas franquias sociais Florescer. O Florescer é um serviço de convivência e fortalecimento de vínculos para crianças e adolescentes, por meio do qual são oferecidas atividades para a ampliação do universo informacional, artístico e cultural, no turno inverso ao da escola regular.

### Programa Ser Voluntário
O objetivo do programa é estimular a força de trabalho das Empresas Randon a desenvolver ações junto às entidades e às escolas públicas da comunidade que sejam parceiras do Programa Florescer. O Ser Voluntário conta com a parceria da ONG Parceiros Voluntários e acontece desde 2005. Em 2007, o IER passou a promover interação com outras entidades, devido ao apoio ao COMDICA, englobando projetos comunitários.

### Programa Vida Sempre
O Vida Sempre é um programa que conta com um teatro itinerante, apresentado nos três estados do Sul do Brasil, com o objetivo de levar a reflexão sobre os danos que os acidentes trazem às vítimas e a seus familiares, além de apresentar também a perspectiva dos recursos públicos investidos em Saúde, Previdência e outros.

### Memorial Randon
O Memorial Randon promove oficinas voltadas à conservação e guarda de documentos históricos. São documentos, reportagens, materiais publicitários, premiações, áudios e vídeos de diretores e funcionários, além de projetos originais dos primeiros produtos desenvolvidos pelos irmãos Randon. Em 2019, o IER lançou a pedra fundamental para o novo Memorial Randon, que retrata a história do setor de transporte de cargas e que deverá ser construído próximo ao Jardim Botânico de Caxias do Sul. Quando inaugurado o novo complexo histórico, estarão à disposição da comunidade salas de pesquisa, videoteca, auditório com cadeiras removíveis, exposições, espetáculos e oficinas culturais, além de café-bistrô e loja de souvenirs.

## Premiações
- As Melhores Empresas para Trabalhar no Brasil 2019 - Época Negócios e Great to Work: JOSTBrasil (Joint Venture Randon e Jost-Werke).[12][64]
- Top Ser Humano - Associação Brasileira de Recursos Humanos (ABRH-RS), na categoria Organização: Empresas Randon.[65]
- 47° Prêmio Exportação RS, categoria Destaque Mercadológico: Randon Implementos.[66]
- 47° Prêmio Exportação RS, categoria Setor Veículos e autopeças: Randon Veículos.[66]
- 47° Prêmio Exportação RS, categoria Trajetória Exportadora Master: Fras-Le.[66]
- Melhores & Maiores - Revista Exame, no setor da Autoindústria: Empresas Randon.[67]
- Melhores & Maiores - Revista Exame, no setor da Autoindústria: Fras-Le.[67]